# Bad Moon Rising (песня)
| Оценки критиков | Оценки критиков |
| Источник        | Оценка          |
| --------------- | --------------- |
| AllMusic        | Без оценки      |

«Bad Moon Rising» — песня американской рок-группы Creedence Clearwater Revival с их альбома 1969 года Green River.
В апреле 1969 года, за четыре месяца до выхода альбома, песня была издана отдельным синглом.
Автор песни «Bad Moon Rising» — Джон Фогерти.
Песня достигла 2 места в США (в чарте Billboard Hot 100) и 1 места в Великобритании (в национальном сингловом чарте UK Singles Chart).
В 2004 году журнал Rolling Stone поместил песню «Bad Moon Rising» в исполнении группы Creedence Clearwater Revival на 355 место своего списка «500 величайших песен всех времён». В списке 2011 года песня находится на 364 месте.
Кроме того, в 2014 году британский музыкальный журнал New Musical Express поместил песню «Bad Moon Rising» в исполнении Creedence Clearwater Revival на 363-е место уже своего списка «500 величайших песен всех времён».